# Chintō
Chintō était un pirate chinois qui vécut au milieu du XIXe siècle, qui a eu une grande influence sur le développement du futur karaté.

## Historique
Un jour, son bateau fit naufrage près des côtes d'Okinawa. Il se cachait dans une grotte et volait pour survivre.
Les victimes de ses larcins s'étant plaintes, Sōkon Matsumura le garde du corps personnel du Roi, vint en personne pour l'arrêter.
Lors du combat qui s'ensuivit, Sōkon Matsumura fut si surpris de l'habileté au combat de Chintō, qu'il ne put le vaincre. Peu de temps plus tard, Matsumura revint chercher Chintō, lui disant que non seulement il ne l'arrêterait pas si ce dernier lui enseignait ses techniques de combat, mais aussi, qu'il lui fournirait de quoi vivre sans avoir à voler. Ils devinrent amis.

## Naissance du kata portant son nom
Sōkon Matsumura créa un kata en son honneur, lui donnant son nom, à partir des principales techniques qu'il lui avait enseignées.